# Пиньейро, Жуан Карлос
Жуа́н Ка́рлос Бати́ста Пинье́йро (порт.-браз. João Carlos Batista Pinheiro; 13 января 1932, Кампус-дус-Гойтаказис — 30 августа 2011, Рио-де-Жанейро) — бразильский футболист, центральный защитник. По числу игр за клуб «Флуминенсе» занимает второе место в истории команды. После завершения карьеры игрока работал тренером.

## Карьера
Свою карьеру Пиньейро начал в клубе родного города Кампус-дус-Гойтаказис «Американо», где футболист играл на всех позициях, включая голкипера, полузащитника и нападающего.
В 1948 году Пиньейро перешёл в клуб «Флуминенсе», где сразу стал игроком основного состава и провёл в команде 15 лет, сыграв в 605-ти матчах и забив 51 мяч, по другим данным 571 матч 49 голов. Пиньйеро стал часть знаменитого треугольника обороны «Флу», состоявшего из вратаря Кастильо, защитника Пиндаре и самого Пиньйеро. Их даже прозвали «Святая троица Триколор». Знаменит был Пиньейро и количеством голов, забитых в составе «Флу» — 51 — самое большое количество мячей, забитых защитником, в истории «Флуминенсе».
Завершал карьеру Пиньейро в клубах «Бонсусессо» и «Баия».
В сборной Бразилии Пиньейро дебютировал 6 апреля 1952 года в матче панамериканских игр с командой Мексики, выигранный бразильцами со счётом 2:0, а всего провёл за национальную команду 17 игр (11 побед, 3 ничьи и 3 поражения) и забил один мяч (18 сентября 1955 года ворота Чили), участвуя с ней на чемпионате Южной Америки в 1953 году, на которой провёл 6 матчей, а бразильцы стали вторыми, и на чемпионате мира в 1954 году, где провёл 3 игры. Там же он участвовал в знаменитом матче, прозванном «Битва при Берне», где подрались национальные команды Бразилии и Венгрии; в этой драке Ференц Пушкаш, форвард венгров, разбил о голову Пиньейро бутылку.
По окончании карьеры футболиста, Пиньейро работал тренером, с такими клубами, как «Флуминенсе», «Гойтаказ», «Бангу», «Крузейро», «Америка» (Рио-де-Жанейро), «Ботафого» и родном «Американо». После чего работал с молодежью «Флу» в учебном центре «Вале дас Ларанжейрас», откуда через 6 лет его уволили.
Пиньейро проживал в Рекрейо-дос-Бандейрантес и работал в рамках программы «Популярные аптеки», проводимой правительством штата Рио-де-Жанейро.

## Достижения

### Как игрок
- Чемпион штата Рио-де-Жанейро: 1951, 1959
- Чемпион панамериканские игр: 1952
- Чемпион копа Рио: 1952
- Чемпион турнира Рио-Сан-Паулу: 1957, 1960

### Как тренер
- Обладатель кубка Бразилии: 1993